# Monumento a los caídos (Barcelona)
El Monumento a los caídos (en catalán: Monument als caiguts) fue un monumento escultórico situado en la carretera de Montjuïc n.º 66 de Barcelona, en el distrito de Sants-Montjuïc. Estaba ubicado en el Foso de Santa Elena, dentro del recinto del Castillo de Montjuïc. Fue creado en 1940 por los arquitectos Manuel Baldrich, Joaquim de Ros i de Ramis, Josep Soteras y Manuel de Solà-Morales, con la colaboración de los escultores Miquel y Llucià Oslé. En 2023 fue desmontado y trasladado al Museo de Historia de Barcelona.

## Historia
Tras la Guerra Civil las autoridades franquistas propiciaron en Barcelona la destrucción o desinstalación de numerosos monumentos dedicados a personajes vinculados con la izquierda o el catalanismo —como el Monumento al Doctor Robert, el dedicado a Francesc Layret o a Rafael Casanova—, al tiempo que se procedió a la reconstrucción de numerosos monumentos vinculados a la derecha destruidos durante la contienda, como el Monumento a Antonio López, A Joan Güell i Ferrer, el Monumento al General Prim o Al Canónigo Rodó; también se encargó la sustitución del Monumento a la República por uno a la Victoria, obra de Frederic Marès.
En esta época hubo una gran proliferación de monumentos, ya que la dictadura utilizó el arte como medio propagandístico de su ideario: según Alexandre Cirici, «la estética aparece como un elemento esencial del franquismo, de la misma manera que fue un elemento esencial en todos los fascismos». Los primeros monumentos erigidos por las nuevas autoridades franquistas, el mismo 1939, fueron improvisados y efímeros: el 19 de mayo, «día de la Victoria», se colocó una lápida con el parte de guerra en la fachada del Ayuntamiento; el 29 de abril se puso una cruz a los caídos en el Hospital de San Pablo; el 7 de mayo se instaló un obelisco en conmemoración del 2 de mayo en la plaza de Cataluña; y el 19 de julio se colocó en el Portal de la Paz un arco de triunfo en honor a Galeazzo Ciano, de visita en la ciudad.
El primer monumento definitivo y con carácter más planificado fue el dedicado a los Caídos, emplazado en el Foso de Santa Elena del Castillo de Montjuïc. En este lugar se habían producido diversos fusilamientos de militares del bando nacional, por lo que fue elegido para situar el monumento en su memoria. El Ayuntamiento de Barcelona se comprometió a erigir el monumento el 26 de enero de 1940, primer aniversario de la ocupación de la ciudad, en respuesta a una iniciativa propuesta por el capitán general Luis Orgaz. Para propiciar la construcción se abrió una suscripción popular, que recaudó 180 000 pesetas, 50 000 de ellas donadas por el propio Ayuntamiento y 15 000 por la Diputación de Barcelona. El monumento fue inaugurado el 29 de octubre de 1940, aniversario de la fundación de la Falange.
En este lugar se celebraba desde 1940 una misa anual en memoria de los fusilados, hasta que en 2015 el Ayuntamiento de Barcelona presidido por Ada Colau retiró el permiso para su celebración, en virtud de la Ley de Memoria Histórica, al entender que se trataba de «un acto de exaltación del alzamiento militar».
En junio de 2023 el monumento fue retirado, después de que el Ayuntamiento de Barcelona tomase la decisión tras encargar un informe jurídico basado en la Ley de Memoria Democrática. Fue trasladado para su conservación al Museo de Historia de Barcelona.

## Descripción

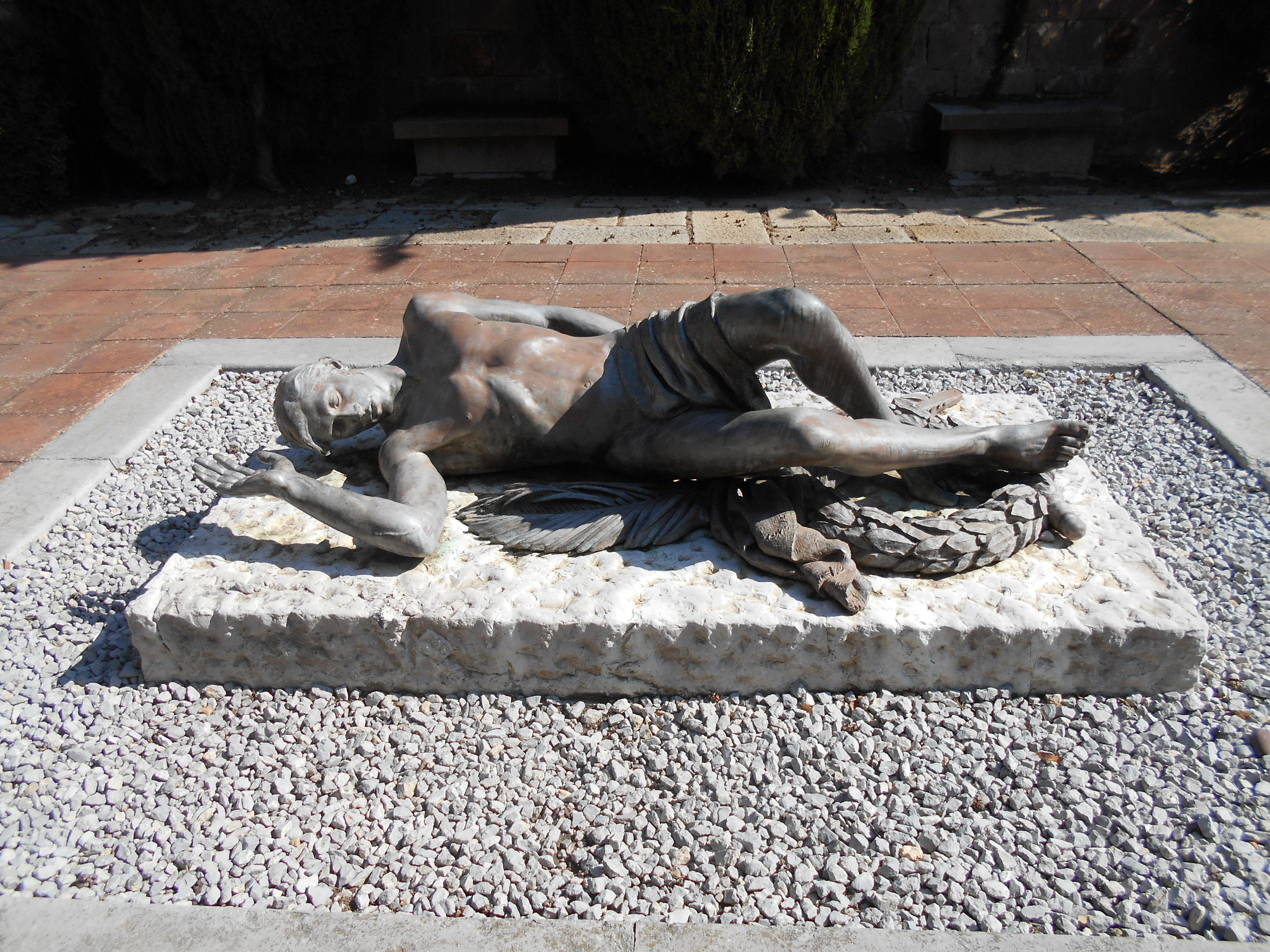
Escultura de figura yacente del monumento, obra de los hermanos Miquel y Llucià Oslé

El monumento fue realizado por los arquitectos Manuel Baldrich, Joaquim de Ros i de Ramis, Josep Soteras y Manuel de Solà-Morales, y los escultores Miquel y Llucià Oslé. Constaba de tres arcos —el del medio, más alto y ancho—, un altar y un sepulcro coronado por un obelisco con una cruz, además de una lápida de mármol donde se encontraba la escultura realizada por los hermanos Oslé, una figura yacente con una corona de laurel a los pies. La escultura, realizada en bronce, tenía unas dimensiones de 0,60 x 2,15 x 1,13 m.
La inscripción original inscrita en el arco del monumento era «Caídos por Dios y por España, ¡Presentes!», la cual fue cambiada en 1986 por decisión del Patronato del Castillo de Montjuïc por una más genérica que englobase a los caídos de todos los bandos, «Honor a todos los que dieron su vida por España».
Por otro lado, el obelisco tenía originalmente un águila franquista en bronce, que fue sustituida en 2008 por una placa con la dedicatoria «En memoria de cuantos fueron fusilados en este Foso de Santa Elena y de todas las víctimas de la Guerra Civil», escrito en español y catalán.
Cabe remarcar que en Barcelona existió otro Monumento a los caídos, creado en 1951 en la avenida Diagonal —entonces avenida Generalísimo Franco—, frente al Palacio Real de Pedralbes, obra de los arquitectos Adolf Florensa y Joaquim Vilaseca y del escultor Josep Clarà, compuesto de una columnata semicircular con una gran cruz al fondo, y un conjunto escultórico formado por dos hombres, uno sosteniendo al otro, moribundo. La escultura fue destruida en 2001 por la Plataforma Antifascista de Barcelona, y el conjunto fue desmontado en 2005.